# Schwarzenbek
Schwarzenbek er en by og kommune i det nordlige Tyskland, beliggende i den sydvestlige del af Kreis Herzogtum Lauenburg i delstaten Slesvig-Holsten. Schwarzenbek er administrationsby for Amt Schwarzenbek-Land, men er ikke en del af amtet, der består af 19 småkommuner.

## Geografi
Byen ligger i geesten i den sydøstlige del af Slesvig-Holsten, 10 km nordøst for Geesthacht, og 35 km øst for Hamborg. Mod nordvest grænser den op til Sachsenwald der er det største sammenhængende skovområde i delstaten. Mod vest grænser Schwarzenbek op til kommunen Brunstorf, mod syd til Kollow og Gülzow, mod øst til Grabau og mod nord til Grove.
Bydele i Schwarzenbek er Alter Forsthof, Blinde Koppel, Bölkau, Mühlenkamp, Nord-Ost, Rülau, Schmiedekamp og erhvervsområde Lupus Park.

### Trafik
Jernbanen Hamborg-Berlin gennemløber Schwarzenbek, og med Regionalexpress (RE) kan man på ca. 20 minutter nå Hamburg Hauptbahnhof. Berliner Hauptbahnhof kan man nå på ca. 115 minutter.
Indtil 1985 var der også jernbaneforbindelse til Bad Oldesloe, men persontransporten blev indstillet allerede i 1976.
Schwarzenbek krydses af flere Bundesstraßen:
- Bundesstraße 404 der krydser Elben ved Geesthacht og fører til Kiel mod nord.
- Bundesstraße 207, kommer som Alte Salzstraße fra Lübeck mod Hamburg-Bergedorf
- Bundesstraße 209 som Alte Salzstraße via Lauenburg til Lüneburg.

Motorvejen A24 kan nås på få minutter via B404 eller B207.